# 皆川佑介
皆川 佑介（みながわ ゆうすけ、1991年10月9日 - ）は、東京都立川市生まれ、埼玉県所沢市出身のプロサッカー選手。ポジションはフォワード（センターフォワード）。元日本代表。

## 来歴

### プロ入り前
兄の影響で新座市の幼稚園時代からサッカーを始める。
1999年小学2年から埼玉県所沢市へ転居する。所沢サッカークラブジュニア、所沢ジュニアユース出身。金子昌広は所沢JYの1年先輩であり、親戚でもある。当時はサイドバックでプレーしていた。
2007年、群馬県のサッカー強豪校・前橋育英高校へ越境入学。2年先輩に青木拓矢・廣瀬智靖、1年先輩に六平光成・佐藤穣、同期に中美慶哉、1年後輩に小島秀仁、2年後輩に横山翔平。入学当初は様々なポジションを経験し、2008年高校2年の頃から本格的にFWを始める。同年の選手権ベスト4、2009年高校3年時インターハイ優勝を飾る。
2010年、高校の先輩である六平の後を追う形で中央大学へ進学、古豪・中央大学学友会サッカー部に所属する。同期に高瀬優孝、澤田崇、シュミット・ダニエル。林容平の控えとして試合出場を重ね、2012年大学3年時にレギュラーを掴み安柄俊とともに活躍するも、同年9月左膝前十字靭帯断裂および半月板損傷する。国立スポーツ科学センターでリハビリを続け、復帰後2013年ユニバーシアード日本代表に選出され 3位入賞。大学卒業の際には複数クラブから獲得オファーがあった。

### サンフレッチェ広島
2014年、サンフレッチェ広島とプロ契約。同期入団は、茶島雄介、ビョン・ジュンボン、高橋壮也、大谷尚輝、川辺駿、宮原和也。茶島とは共に2013年ユニバ日本代表。同年6月練習試合で結果を残したことから評価を上げ、同年7月からJリーグで試合出場を重ねていた。そこに新しく日本代表監督に就任したハビエル・アギーレによりA代表に大抜擢され、同年9月5日その初戦であるキリンチャレンジカップ・ウルグアイ戦で日本代表デビューを果たした。なおAFCアジアカップ2015予備登録メンバーに選出されたものの、A代表に呼ばれたのはこの時だけである。
2015年、開幕後暫くはベンチスタートが続いていたが徐々にベンチ外になることが増える。夏以降、調子を取り戻し天皇杯では2回戦広島経済大戦から3試合連続ゴールを決める。またFIFAクラブワールドカップ2015ではオークランド・シティFCとの開幕戦に先発してオープニングゴール得点をあげた。
2016年、リーグ開幕からベンチ入りを続けるも新加入したP・ウタカの前に出場機会が得られなかったが、ACL2016を中心に出場機会を増やす。特にGL第6節FCソウルでは見事なダイビングヘッドを決めて勝利に貢献した。その後、チームに負傷者が続出した事に因る3-6-1から3-5-2へのシステム変更によって出場機会が増加。J1・2nd第3節（H）横浜FM戦では自身リーグ戦2年ぶりとなる貴重な同点弾を決めた。
2017年シーズンは18試合に出場したもののレギュラーの座を確保しきれず、途中出場が多くなっていた。
2018年、ロアッソ熊本へ期限付き移籍。熊本は9勝7分け26敗と低迷しJ3降格が決まったが、自身は前線からの献身的な守備と堅実なポストプレーで監督の渋谷洋樹から信頼を獲得した。主に3‐1‐4‐2の2トップや3‐2‐４‐1の1トップとしてプレーした。開幕戦での得点を皮切りにキャリアハイとなる41試合11ゴール6アシストを記録しチーム内得点王となった。

### 横浜FC
2019年7月14日、横浜FCへの完全移籍が発表された。

### ベガルタ仙台
2021年1月15日、ベガルタ仙台への完全移籍が発表された。

### レノファ山口FC
2022年12月17日、レノファ山口FCへの完全移籍が発表された。2024年1月5日、契約満了による退団が発表された。

### ナガワールドFC
2024年7月19日、カンボジアプレミアリーグのナガワールドFCに移籍することが発表された。

## 所属クラブ
- 所沢サッカークラブジュニア
- 所沢ジュニアユース
- 前橋育英高校
- 中央大学
- 2014年 - 2019年7月  サンフレッチェ広島
  - 2018年  ロアッソ熊本（期限付き移籍）
- 2019年7月 - 2020年  横浜FC
- 2021年 - 2022年  ベガルタ仙台
- 2023年  レノファ山口FC
- 2024年 -   ナガワールドFC

## 個人成績
| 国内大会個人成績 | 国内大会個人成績 | 国内大会個人成績 | 国内大会個人成績 | 国内大会個人成績 | 国内大会個人成績 | 国内大会個人成績 | 国内大会個人成績 | 国内大会個人成績 | 国内大会個人成績 | 国内大会個人成績 | 国内大会個人成績 |
| 年度             | クラブ           | 背番号           | リーグ           | リーグ戦         | リーグ戦         | リーグ杯         | リーグ杯         | オープン杯       | オープン杯       | 期間通算         | 期間通算         |
| 年度             | クラブ           | 背番号           | リーグ           | 出場             | 得点             | 出場             | 得点             | 出場             | 得点             | 出場             | 得点             |
| 日本             | 日本             | 日本             | 日本             | リーグ戦         | リーグ戦         | リーグ杯         | リーグ杯         | 天皇杯           | 天皇杯           | 期間通算         | 期間通算         |
| ---------------- | ---------------- | ---------------- | ---------------- | ---------------- | ---------------- | ---------------- | ---------------- | ---------------- | ---------------- | ---------------- | ---------------- |
| 2014             | 広島             | 22               | J1               | 18               | 3                | 3                | 0                | 3                | 2                | 24               | 5                |
| 2015             | 広島             | 22               | J1               | 5                | 0                | 3                | 0                | 5                | 3                | 13               | 3                |
| 2016             | 広島             | 22               | J1               | 19               | 1                | 1                | 1                | 2                | 0                | 22               | 2                |
| 2017             | 広島             | 22               | J1               | 18               | 1                | 4                | 0                | 1                | 1                | 23               | 2                |
| 2018             | 熊本             | 11               | J2               | 41               | 11               | -                | -                | 0                | 0                | 41               | 11               |
| 2019             | 広島             | 22               | J1               | 5                | 0                | -                | -                | 1                | 0                | 6                | 0                |
| 2019             | 横浜FC           | 16               | J2               | 16               | 1                | -                | -                | -                | -                | 16               | 1                |
| 2020             | 横浜FC           | 16               | J1               | 29               | 3                | 0                | 0                | -                | -                | 29               | 3                |
| 2021             | 仙台             | 19               | J1               | 15               | 0                | 6                | 1                | 1                | 0                | 22               | 1                |
| 2022             | 仙台             | 19               | J2               | 33               | 5                | -                | -                | 2                | 0                | 35               | 5                |
| 2023             | 山口             | 9                | J2               | 30               | 2                | -                | -                | 1                | 0                | 31               | 2                |
| カンボジア       | カンボジア       | カンボジア       | カンボジア       | リーグ戦         | リーグ戦         | リーグ杯         | リーグ杯         | オープン杯       | オープン杯       | 期間通算         | 期間通算         |
| 2024-25          | ナガワールド     | 9                | CL               | 29               | 14               | -                | -                | -                | -                | 29               | 14               |
| 通算             | 日本             | 日本             | J1               | 109              | 8                | 17               | 3                | 13               | 6                | 139              | 17               |
| 通算             | 日本             | 日本             | J2               | 120              | 19               | -                | -                | 3                | 0                | 123              | 19               |
| 総通算           | 総通算           | 総通算           | 総通算           | 229              | 27               | 17               | 3                | 16               | 6                | 262              | 36               |

| 国際大会個人成績 | 国際大会個人成績 | 国際大会個人成績 | 国際大会個人成績 | 国際大会個人成績 | FIFA      | FIFA      |
| 年度             | クラブ           | 背番号           | 出場             | 得点             | 出場      | 得点      |
| AFC              | AFC              | AFC              | ACL              | ACL              | クラブW杯 | クラブW杯 |
| ---------------- | ---------------- | ---------------- | ---------------- | ---------------- | --------- | --------- |
| 2014             | 広島             | 22               | 1                | 0                | -         | -         |
| 2015             | 広島             | 22               | -                | -                | 3         | 1         |
| 2016             | 広島             | 22               | 6                | 1                | -         | -         |
| 2019             | 広島             | 22               | 4                | 1                | -         | -         |
| 通算             | AFC              | AFC              | 11               | 2                | 3         | 1         |

その他の国際公式戦
- 2019年
  - AFCチャンピオンズリーグ・プレーオフ 1試合0得点
- 公式戦初出場：2014年3月11日 ACL第2節 vsセントラルコースト・マリナーズ戦（セントラルコースト・スタジアム）
  - 87分、柴崎晃誠と途中交代出場
- 公式戦初得点：2014年7月12日 天皇杯2回戦対福岡大学戦（福山市竹ヶ端運動公園陸上競技場）
  - 先発フル出場、90+4分ゴール
- Jリーグ初出場：2014年7月19日 J1第15節対大宮アルディージャ戦（NACK5スタジアム大宮）
  - 88分、髙萩洋次郎と途中交代出場
- Jリーグ初得点：2014年7月23日 J1第16節対柏レイソル戦（エディオンスタジアム広島）
  - 65分、佐藤寿人と途中交代出場、71分ゴール

## 代表歴

### 出場大会
- U-15日本代表
- 全日本大学選抜
  - 2010年 - 2012年
- ユニバーシアード日本代表
  - 2010年
- 日本代表
  - 2014年

### 試合数
- 国際Aマッチ 1試合 0得点（2014年）

| 日本代表 | 国際Aマッチ | 国際Aマッチ |
| 年       | 出場        | 得点        |
| -------- | ----------- | ----------- |
| 2014     | 1           | 0           |
| 通算     | 1           | 0           |

### 出場
| No. | 開催日       | 開催都市 | スタジアム | 対戦国     | 結果 | 大会                       |
| --- | ------------ | -------- | ---------- | ---------- | ---- | -------------------------- |
| 1.  | 2014年9月5日 | 札幌     | 札幌ドーム | ウルグアイ | ●0-2 | キリンチャレンジカップ2014 |

## タイトル

### チーム
サンフレッチェ広島
- Jリーグ ディビジョン1：1回（2015年）
- ゼロックススーパーカップ：2回（2014年、2016年）

## 参考資料
- 皆川佑介 - 日本サッカー協会
- “皆川佑介選手（中央大学）の新加入内定のお知らせ”.   J's GOAL (2013年8月29日). 2014年2月3日閲覧。
- 皆川佑介 - ゲキサカ